# Kadzionka
Kadzionka – (niem. Entenpfuhl, Kadzionka Mühle) osada leśna w Polsce położona w województwie kujawsko-pomorskim, w powiecie bydgoskim, w gminie Koronowo.
W latach 1975–1998 miejscowość należała administracyjnie do województwa bydgoskiego.
4 września 2021 odsłonięto tu tablicę poświęconą żołnierzom III batalionu 22 pułku piechoty poległym 2 września 1939 roku na przesmyku pomiędzy jeziorami Krzywe i Piaseczno. 